# Metopidiothrix melanocephala
Metopidiothrix melanocephala är en mångfotingart som beskrevs av Sergei I. Golovatch 1884. Metopidiothrix melanocephala ingår i släktet Metopidiothrix och familjen Metopidiotrichidae. Inga underarter finns listade i Catalogue of Life.